# また2だ
また2だ (ロシア語：Опять двойка、英：Low Marks Again）とは1952年に描かれたソビエトの画家フョードル・レシェートニコフ(1906–1988)の絵画である。
現在はトレチャコフ美術館に保管されている。

## 解説
この絵は、ソビエトの学校生活と密接な関係があったためソビエトの学校教育課程では美術の授業では手本として使われ、国語（ロシア語）の「会話と筆記の発達」ではこの絵について作文を書くように求められた。このため、絵はソビエトの一般市民によく知られている。
ドボイカ（двойка）はロシア語の2のことで1は実際には使用されないためソビエトの五段階評価の成績表における最低の成績を意味しており、また最低の成績を取ってしまった子供と家族が描かれている。
この絵は、今でもロシアの教科書に印刷されている。

## リファレンス
1. 1 2  “5段階通信簿なのに1がない”.   ロシア・ビヨンド. 2022年1月16日閲覧。